# 长叶砂藓
长叶砂藓（学名：Racomitrium fasciculare），又名丛枝砂藓，为紫萼藓科砂藓属下的一个种。

## 扩展阅读
- 維基物種上的相關：长叶砂藓